# Синтімбру (комуна, Харгіта)
Синтімбру (рум. Sântimbru) — комуна у повіті Харгіта в Румунії. До складу комуни входять такі села (дані про населення за 2002 рік):
- Синтімбру (1995 осіб) — адміністративний центр комуни
- Синтімбру-Бей

Комуна розташована на відстані 205 км на північ від Бухареста, 10 км на південь від М'єркуря-Чука, 72 км на північ від Брашова.

## Населення
У 2009 році у комуні проживали 2069 осіб.

## Зовнішні посилання
- Дані про комуну Синтімбру на сайті Ghidul Primăriilor